# Esme Morgan
Esme Beth Morgan (Sheffield; 18 de octubre de 2000) es una futbolista inglesa. Juega como defensora en el Washington Spirit de la National Women's Soccer League de Estados Unidos. Es internacional con la selección de Estados Unidos.

## Trayectoria
Morgan ha jugado toda su carrera en el Manchester City, exceptuando la temporada 2019-20 que disputó con el Everton en calidad de préstamo.
En septiembre de 2021, sufrió una fractura en la pierna durante un partido contra el Tottenham. A 3 de mayo de 2022, ha permanecido de baja y no ha vuelto al once inicial como consecuencia de la lesión.

## Selección nacional
En septiembre de 2022 fue convocada a la selección absoluta de Inglaterra con motivo de dos amistosos contra Estados Unidos y la República Checa en octubre del mismo año.

## Estadísticas

### Clubes
| Club              | País           | Año             |
| ----------------- | -------------- | --------------- |
| Manchester City   | Inglaterra     | 2017 - 2024     |
| Everton (cedida)  | Inglaterra     | 2019 - 2020     |
| Washington Spirit | Estados Unidos | 2024 - presente |

## Palmarés

### Títulos nacionales
| Título                | Club              | País           | Año     |
| --------------------- | ----------------- | -------------- | ------- |
| Women's FA Cup        | Manchester City   | Inglaterra     | 2019-20 |
| FA Women's League Cup | Manchester City   | Inglaterra     | 2021-22 |
| NWSL Challenge Cup    | Washington Spirit | Estados Unidos | 2025    |

### Títulos internacionales
| Título               | Equipo     | Sede       | Año  |
| -------------------- | ---------- | ---------- | ---- |
| Finalissima Femenina | Inglaterra | Inglaterra | 2023 |
| Eurocopa Femenina    | Inglaterra | Suiza      | 2025 |